# Dos poylishe yidntum
Dos poylishe yidntum bzw. Dos poilische jidntum (jiddisch für: „Das polnische Judentum“; spanisch El judaísmo polaco) ist eine in Argentinien erschienene jiddische Buchreihe, die Mark Turkow in Buenos Aires für den Tsentral Farband far poylishe yidn in Argentine (Zentralverband der Polnischen Juden in Argentinien) ab 1946 herausgab. Ihr Ziel war es, dem untergegangenen polnischen Judentum ein Denkmal zu setzen. Bis 1966 erschienen 175 Bände in der argentinischen Hauptstadt, wo eine große jiddisch-sprachige Bevölkerung lebte.

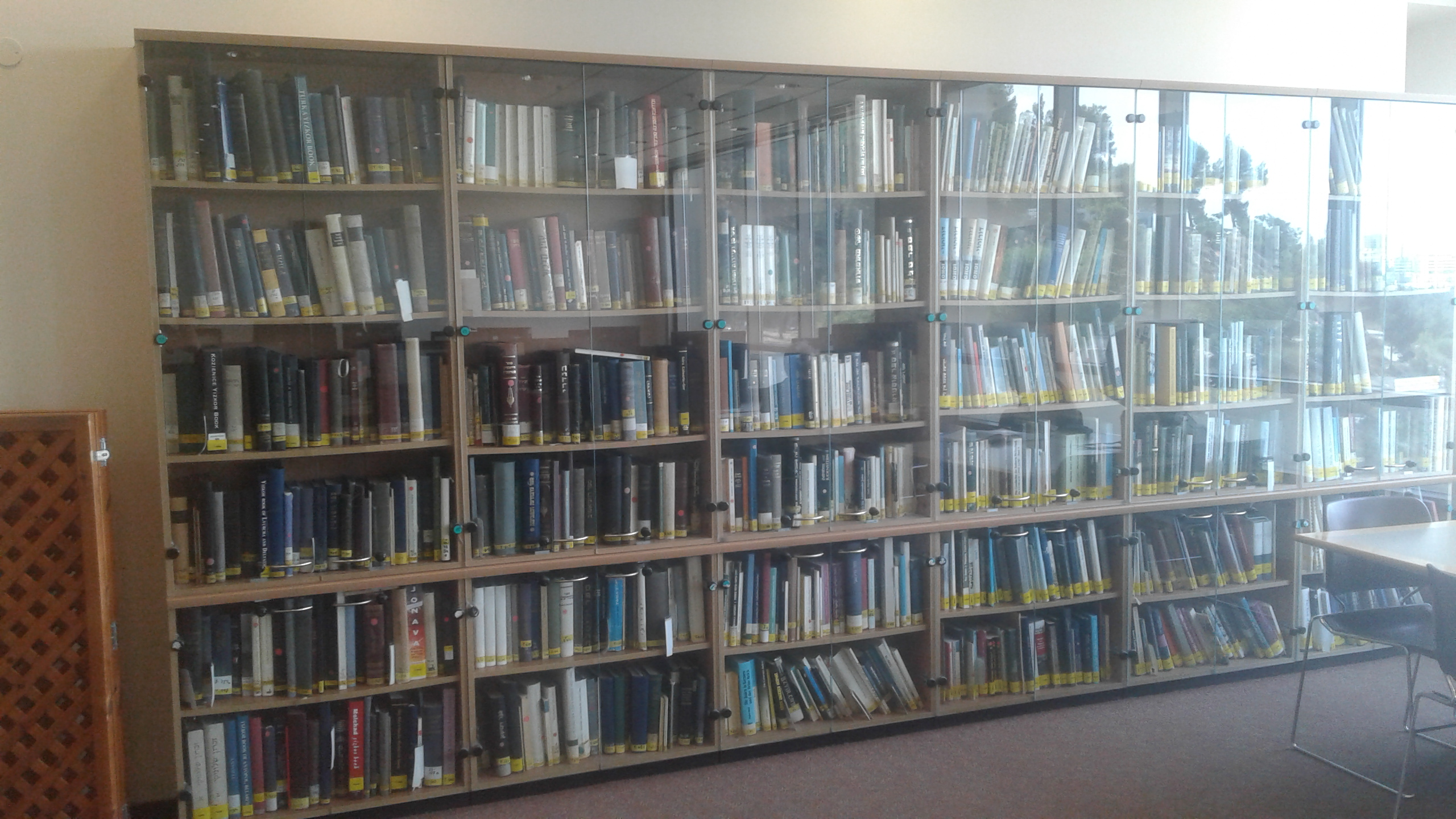
Eines der Yizkor-Bücherregale im Lesesaal der Bücherei von Yad Vashem

Malena Chinski nennt die Schriftenreihe des Verlages des polnischen Judentums in Buenos Aires in ihrer Arbeit zu den Titelbildern der Sammlung eines der „wichtigsten Gedenkprojekte der jüdisch-polnischen Diaspora in der unmittelbaren Nachkriegszeit.“
In einer Besprechung zu einer neueren deutschsprachigen Übersetzung eines der in der Reihe enthaltenen Bände wird auf ihre große Verbreitung unter den Sprechern des Jiddischen hingewiesen:

„die Bände waren in nahezu allen jüdischen Haushalten zu finden, aber auch in New York und London – eben überall dort, wo jiddisch gesprochen wurde.“

## Übersicht zu den Bänden der Reihe
Die folgende Übersicht hat zum Ziel, die jiddischen Buchtitel zusätzlich mit einer deutschen Übersetzung wiederzugeben und wo nötig ergänzende Informationen zu liefern (bzw. zu diesen zu verlinken). Die flexibel gehandhabte Transkription folgt aus praktischen Gründen zunächst des Öfteren worldcat.org, eine Einheitlichkeit der Schreibungen wurde nicht angestrebt. Die Bücher wurden vom Verlag auch zusätzlich mit spanischsprachigen (Kurz-)Titeln versehen. Einige wenige Bände der Reihe wurden aus dem Polnischen ins Jiddische übersetzt.
1. Mark Turkow (1904–1983): Malka Owšiani dertzeilt: Chronik fun undzer tzeit / Malke Owschiani erzählt. Chronik unserer Zeit. 1946.
2. Hirsch David Nomberg (1876–1927): I. L. Perez / J. L. Perez. 1946.
3. Wassili Grossman (1905–1964) und Jankiel Wiernik (1889–1972): Treblinke / Treblinka. 1946. – Inhalt: W. Grossman: Treblinker gēhinnōm / Die Hölle von Treblinka (S. 13–65); J. Wiernik: A jor in Treblinke / Ein Jahr in Treblinka (S. 67–124).
4. Perez Granatstein (1907–?): Main ḥorev šṭeṭl Sokolow: šilderungen, bilder un porṭreṭn fun a šṭoṭ umgekumene jidn / Meine zerstörte Stadt Sokolow: Schilderungen, Bilder und Porträts von umgekommenen Juden der Stadt. 1946.
5. Israel Tabaksblat (1891–1950): Ḥūrban Lodz: 6 jōr natzi-gehīnōm / Die Zerstörung von Lodz: 6 Jahre Nazi-Hölle. 1946.
6. Jakob Zerubawel (1886–1967): Barg khurbn: kapitlen Poiln / Berge an Zerstörung: Das Kapitel Polen. 1946.
7. Elchanan Zeitlin (1902–1941): In literarischer shtub: bilder, bagegenišn, epizodn / In einem literarischen Haus: Bilder, Begegnungen, Episoden. 1946.
8. Henry Shoskes (1891–1964): Poiln 1946: Eindrukn fun a reize / Polen 1946: Eindrücke von einer Reise. 1946.
9. Zusman Segałowicz (1884–1949): Ṭlomatzke 13: fun farbrenṭe nechṭn / Tłomackie 13: Aus dem verbrannten Gestern. 1946.[7]
10. Mark Nudelman (1905–1967): Gelechter durch trern: Zamlung fun humoristiš-satiriše šafungen funem nochmilhamedikn lebn fun poiliše jidn. / Lachen durch Tränen: Sammlung humoristisch-satirischer Werke aus dem Nachkriegsleben polnischer Juden. 1947.
11. Majer Bałaban (1877–1942): Di jidn-šṭoṭ Lublin / Die Judenstadt Lublin. 1947.
12. Israel Efros (1891–1981): Heimloze jidn: a bazuch in di jidise lagern in Deitschland / Heimatlose Juden: ein Besuch in den jüdischen Lagern in Deutschland. 1947.
13. Jacob Shatzky (1893–1956): In šoṭn fun over. / Im Schatten der Vergangenheit. 1947.
14. David Flinker (1900–1978): A hoiz oif Gzšibow: roman. / Ein Haus auf Gzshibov. 1947.
15. Hillel Seidman (1915–1995): Ṭog-buch fun Waršewer geṭo / Tagebuch aus dem Warschauer Ghetto. 1947.
16. Noe Grüss (1902–1984): Kinder-martirologie: Zamlung fun dokumentn / Kinder-Martyrologium: Sammlung von Dokumenten. Zusammengestellt durch Noah Gris. 1947.
17. Chaim Grade (1910–1982): Pleiṭim: lider und poemen gesribn in Raṭn-Farband in 1941–1945 / Flüchtlinge: Lieder und Gedichte geschrieben in der Sowjetunion 1941–1945. 1947.
18. Szmerke Kaczerginski (1908–1954): Partizaner geyen! …: Fartzeichenungen fun wilner geto / Partisanen, Marsch! Aufzeichnungen aus dem Wilnaer Ghetto. 1947.
19. Fryda Zerubavel (? – ?): Na wenad: fartzeichenungen fun a pleiṭe / Heimatlos: Aufzeichnungen von einer Flucht. 1947.
20. Mordechai Strigler (1918–1998): Maidanek / Majdanek. 1947.
21. Jakob Lestschinsky (1876–1966): Oifn rand fun opgrunṭ: fun jidišn lebn in Poiln (1927–1933) / Am Rande des Abgrunds: aus dem jüdischen Leben in Polen (1927–1933). 1947.
22. Zusman Segałowicz (1884–1949): Gebrente trit: Eindrikn un iberlebungen fun a plitimwanderung / Gebrannte Tritte: Eindrücke und Erfahrungen aus den Wanderungen eines Flüchtlings. 1947.
23. Abraham Teitelbaum (1889–1947): Waršewer heif: menṭšn un gešeenišn / Warschauer Innenhöfe: Menschen und Geschehnisse. 1947.
24. Tania Fuks (1896–1950): A wanderung iber okupirte gebitn / Eine Wanderung durch besetzte Gebiete 1947.
25. Samuel L. Shneiderman (1906–1996): Tzwišn šrek un hofenung: a raize iber dem naiem Poiln / Zwischen Schreck und Hoffnung: Eine Reise durch das neue Polen. 1947.
26. Leo Finkelstein (1895–1950): Megiles Poiln: toire, ḥsides un šṭeiger-kulṭur in jidišn Poiln / Buchrollen Polens: Torah, Chassidim und chassidische Melodien im jüdischen Polen. 1947.
27. Jonas Turkow (1898–1988): Azoi iz es gewen: Churbn Warše / So ist es gewesen: Die Zerstörung von Warschau. 1948.
28. Shmuel Izban (1905–?): Umlegale jidn špalṭn jamen: di gešichṭe fun an umlegaler reize kein Ertz Jiśroel / Illegale Juden spalten die See: die Geschichte einer illegalen Reise in das Land Israel. 1948.
29. Jacob Pat (1890–1966): Henech: a jidiš kind, wos iz arois fun geṭo / Henech: ein jüdisches Kind, das aus dem Ghetto entkam. 1948.
30. Josef Kermisch (1907–2005): Der oifštand in waršewer geto 19ter april – 16ter mai 1943 / Der Aufstand im Warschauer Ghetto 19. April bis 16. Mai 1943. 1948. Übersetzung aus dem Polnischen von Salomon Lastik.
31. Symcha Poliakiewicz (1913–?): A tog in Treblinke: Kronik fun a jidiš Leben / Ein Tag in Treblinka: Chronik eines jüdischen Lebens. 1948.
32. Mordechai Strigler (1918–1998): In di fabrikn fun toit / In den Todesfabriken. 1948.
33. Abraham Nachtumi (1900–1978): In šoṭn fun doires: kindheiṭ / Im Schatten von Generationen: Kindheit. 1948.
34. Jechiel Lerer (1910–1943): Main heim / Mein Zuhause. 1948.
35. Josef Wolf (1912–1974): Leiendik Peretzn … / Peretz lesen …. 1948.
36. Cypora Katzenelson-Nachumow (1901–1972): Isaak Katzenelson: Zein lebn un šafn / Jizchak Katzenelson: Sein Leben und Schaffen. 1948.
37. Julien Hirshaut (1908–1983): Fintzṭzere nechṭ in Pawjak: zichroines, gešichṭn, bilder / Finstere Nächte in Pawiak. Erinnerungen, Geschichten, Bilder. 1948.
38. Nahum Sokolow (1859–1936): Perzenlechkeiṭn / Persönlichkeiten. 1948.
39. Rachel H. Korn (1898–1982): Heim un heimlozikeit: Lider / Heimat und Heimatlosigkeit: Lieder. 1948.
40. A. Almi (1882–1963): Momenṭn fun a lebn: zichroines, bilder un epizodn / Momente aus einem Leben: Erinnerungen, Bilder und Episoden. 1948.
41. Menashe Unger (1899–1969): Pschis’che un Kotzk / Pschis’che und Kotzk. 1949.
42. Michał Bursztyn (1897–1945): Iber di churves fun Ploine / Durch die Ruinen von Ployne. 1949.
43. Menachem Kipnis (1878–1942): Hunderṭ folks-lider: fun Zimrā Zeligfelds un M. Kipnises kontzerṭ-reperṭuar / Hundert Volkslieder: aus dem Konzertrepertoire von Zimra Zeligfeld und M. Kipnis. 1949.
44. Zusman Segałowicz (1884–1949): Meine zibn jor in Tel Aviv / Meine sieben Jahre in Tel Aviv. 1949.
45. Henry Shoskies (1891–1964): A welt wos iz farbei / Eine vergangene Welt. 1949.
46. Salomon Waga (1900–?): Ḥurbn Tšenstochow / Der Holocaust in Tschenstochau. 1949.
47. Abraham Zak (1891–1980): Jorn in wander: Lider un poemen / Wanderjahre: Lieder und Gedichte. 1949.
48. Shmuel Izban (1905–): Familje Karp: roman / Familie Karp: Roman. 1949 (2 Bände).
49. Alexander Mukdoni (1877–1958): Maine bagegenišn: jidiše gešṭalṭn, wos ich hob bagegnṭ in main leben / Meine Begegnungen: jüdische Persönlichkeiten, denen ich in meinem Leben begegnet bin. 1949.
50. Rose Shoshana Kahan (1895–1968): In Feier un flamen: Togbuch fun a jidišer šoišpilern / In Feuer und Flammen: Tagebuch einer jüdischen Schauspielerin. 1949. Mit einem Vorwort von F. Bimko.
51. Jechiel Isaiah Trunk (1887–1961): Di jidiše proze in Poiln in der teḳūfā tzwišn beide welt-milḥamōt / Die jiddische Prosa in Polen in der Zeit zwischen den beiden Weltkriegen. 1949.
52. Jonas Turkow (1898–1988): In kamf farn lebn / Im Kampf ums Leben. 1949.
53. Isaac Perlow (1911–1980): Di mentšn fun „Ezodus 1947“: Jeṣī’at Ērōpā 707. Roman / Exodus 1947. 1949.
54. Pinjas Bizberg (1898–?): Šabes-jonṭevdike jidn: dos gezang fun a dor / Schabbat-festliche Juden: der Gesang einer Generation. 1949.
55. Sholem Asch (1880–1957): Peterburg: roman / Petersburg: Roman. 1949.
56. Sholem Asch (1880–1957): Warše / Warschau. 1949.
57. Sholem Asch (1880–1957): Moskwe / Moskau. 1949.
58. Filip Fridman (1901–1960): Ošwientšim / Auschwitz. 1950.
59. Ber Isaac Rozen (1899–1954): Tlomatzke 13 / Tłomackie 13. 1950.
60. Dovid Flinker (1900–1978): In šturem: roman / Im Sturm: Roman. 1950 (2 Bände).
61. Dovid Flinker (1900–1978): In šturem: roman / Im Sturm: Roman. 1950 (2. Band).
62. Janusz Korczak (1878–1942): Moiselech, Joselech, Isruliklech: Jidiš: Joshua Perle. Mit Einleitungsworten von Scholem Asch, Isaac Grünbaum und Mark Turkow. 1950.
63. Mordechai Strigler (1918–1998): Verk Tse / Werk C. 1950.
64. Mordechai Strigler (1918–1998): Arum der machṭ. 1950.
65. Chaim Grade (1910–1982): Shayn fun farloshene shtern: lider un poemen / Glanz eines verloschenen Sterns: Lieder und Gedichte. 1950.
66. Rywka Kwiatkowska (? – ?): Fun lager in lager / Von Lager zu Lager. 1950.
67. Joel Mastbaum (1884–1957): Meine šturmiše jorn / Meine Sturmjahre. 1950.
68. Ilja M. Trotzki (1879–1969): Goles Daiṭšland: eindrikn fun a reize / Diaspora Deutschland: Eindrücke von einer Reise. 1950.
69. Jacob Shatzky (1893–1956): Kultur-geshikhte fun der haskoleh in Lite: fun di eltste tsaytn biz Hibes Tsiyen / Kulturgeschichte der Haskala in Litauen 1950.
70. Nakhmen Maysel (1887–1961): Geven amol a lebn: dos Yidishe kultur-lebn in Poyln tsvishn beyde velt-milhomes / Es war einmal ein Leben:  Das jüdische Kulturleben in Polen zwischen beiden Weltkriegen. 1951.
71. Jehiel Isaiah Trunk (1887–1961): Simche Plachṭe fun Narkowe oder der jidišer Don Kichoṭe bazirṭ oif der wunderlechn siper-hamaiśe, wi es hoṭ es dertzeilṭ Jankl Leder hamenoche Morgenšṭern fun Lodzš. / Simche Plachte aus Narkowe oder der jüdische Don Quijote. 1951.
72. Jehuda Elberg (1912–2003): Unter kuperne himlen: Dertzeilungen / Unter kupfernem Himmel: Erzählungen. 1951.
73. A. Mukdoni (1877–1958): Oisland: meine bagegenišn / Im Ausland: Meine Begegnungen. 1951.
74. Zygmunt Turkow (1896–1970): Fragmentn fun mein lebn: Zikrōnōt / Fragmente meines Lebens 1951.
75. Joshua Perle (1888–1943): Jidn fun a gantz jor: Haqadamah fun Leo Finkelstein. / Juden aus allen Tagen. Vorwort von Leo Finkelstein. 1951.
76. Jacob Lestschinsky (1876–1966): Ereb ḥurbn: Fun jidišn leḃn in Poiln 1935–1937 / Am Vorabend des Holocaust: Vom jüdischen Leben in Polen 1935–1937. 1951.
77. Daniel Charney (1888–1959): Wilne: memuarn / Wilna: Memoiren. 1951.
78. Zusman Segałowicz (1884–1949): Der letzter Lodzšer roman / Der letzte Lodzer Roman 1951.
79. Belchatow: Jizkor-buch. Gewidmet dem andenk fun a faršwundn jidiš štetl in Poiln / Bełchatów: Jizkor-Buch. Dem Andenken eines verschwundenen jüdischen Stetl in Polen gewidmet: Belchatow in memoriam. 1951.
80. Mojše J. Šeljubski (1893–1974): Oif a fuler woch: Dertzeilungen /  In einer vollen Woche: Erzählungen. 1951.
81. Yitzhok Perlow (1911–1980): Der tzurikgekomener: Roman / Der Zurückgekommene: Roman. 1952.
82. Josef Okrutny (1906–1991): Dos buch fun di elnte / Das Buch der Elenden. 1952.
83. Mordechai Strigler (1918–1998): Goyroles / Schicksale. 1952 (2 Bände).
84. Mordechai Strigler (1918–1998): Goyroles / Schicksale. 1952 (2. Band).
85. Josef Tenenbaum (1887–1961): Galitzie mein alte heim / Galizien mein altes Zuhause. 1952.
86. Salman Schasar (1889–1974): Štern fartog: Zikrōnōt, dertzeilungen / Morgenstern: Erinnerungen, Erzählungen. 1952. Autorisierte Übersetzung aus dem Hebräischen von Mordechai Strigler.
87. Moisés D. Guiser (1893–1952): Dos gezang fun a lebn / Der Gesang eines Lebens. 1953.
88. Zalman I. Anoki (1876–1947): R' Aba un andere katoves / Rabbi Aba und andere Schriften. 1953.
89. Emanuel Ringelblum (1900–1944): Kapitlen gešichte fun amolikn jidišn lebn in Poiln / Kapitel aus der Geschichte des ehemaligen jüdischen Lebens in Polen. 1953.
90. Szymon Horończyk (1889–1939): In geroiš fun mašinen: roman / Im Lärm der Maschinen: Roman. 1953.
91. Gerschom Bader (1868–1953): Meine Zikrōnōt wegn bawegungen un wandlungen …: durchgelebt in fašidene štetn funem galitzišn heimland un dernoch ibergeflantzt oifn amerikaner bodn, ober altz tzwišn eigene poiliše jidn: Fun Krake biz Krake / Von Krakau nach Krakau (Memoiren). 1953.
92. Jonas Turkow (1898–1988): Farlošene štern / Verloschene Sterne. 1953 (2 Bände).
93. Jonas Turkow (1898–1988): Farlošene štern / Verloschene Sterne. 1953 (2. Band).
94. Alter Kacyzne (1885–1941): Šṭarke un šwache / Starke und Schwache. 1954 (2 Bände).
95. Alter Kacyzne (1885–1941): Šṭarke un šwache / Starke und Schwache. 1954 (2. Band).
96. Pia Rakowska (1865–1955): Zichroines fun a jidišer rewolutzjonerin / Erinnerungen einer jüdischen Revolutionärin. 1954.
97. Mark Turkow (1904–1981): Di letzṭe fun a groisn dor : gešichṭleche epizodn un perzenleche zichroinees wegn jidiše mišpoḥes in Poiln / Der Letzte einer großen Generation. 1954.
98. Julien Hirschaut (1908–1983): Jidiše neft-magnatn /  Jüdische Erdölmagnaten. 1954.
99. Moses Sonchein (1906–1960): Jidiš-Warše / Jüdisch-Warschau. 1954.
100. Alexander Mintz (1895–1962): Di gešichṭe fun a falšer iluzje: zichroines / Geschichte einer falschen Illusion: Erinnerungen. 1954.
101. Jehiel Isaiah Trunk (1887–1961): Di welṭ iz fol miṭ nisim oder maʻaśe mig-gîmel 'aḥîm: folksṭimlicher roman loiṭ Ankl Lerer hamechuneh Morgnsṭern fun der šṭoṭ Lodzš / Die Welt ist voller Wunder. 1955.
102. Michel Borwicz (1911–1987): Ariše papirn / Arische Papiere. Haqadama Jacob Pat. 1955 (3 Bände).
103. Michel Borwicz (1911–1987): Ariše papirn / Arische Papiere. Haqadama Jacob Pat. 1955 (2. Band).
104. Michel Borwicz (1911–1987): Ariše papirn / Arische Papiere. Haqadama Jacob Pat. 1955 (3. Band).
105. Mordechai Strigler (1918–1998): Georemt mitn wint: historišer roman fun jidišn lebn in Poiln / Arm in Arm mit dem Wind: historischer Roman vom jüdischen Leben in Polen. 1955 (2 Bände).
106. Mordechai Strigler (1918–1998): Georemt mitn wint: historišer roman fun jidišn lebn in Poiln / Arm in Arm mit dem Wind: historischer Roman vom jüdischen Leben in Polen. 1955 (2. Band).
107. Alexander Kappel (1878–1958): In Warše un in Lodzš: maine bagegenišn / In Warschau und Lodz: Meine Begegnungen. 1955 (2 Bände).
108. Alexander Kappel (1878–1958): In Warše un in Lodzš: maine bagegenišn / In Warschau und Lodz: Meine Begegnungen. 1955 (2. Band).
109. Borech Hager (1895–1963): Malches chsides / Das Reich des Chassidismus. 1955.
110. Baruch Shefner (1893–1977): Nowolipje 7: zichroines un eseien / Nowolipje 7: Memoiren und Essays. 1955.
111. Pinchas Steinwaks (1905–1977): Jidn tzum gedenken / Juden zum Gedenken. 1955.
112. Yehiel Feiner (Karol Cetyński / Ka-tzetnik 135633) (1909–2001): Dos hoiz fun di ljalkes / Das Haus der Puppen. 1955.
113. Max Weinreich (1894–1969): Fun beide zeiṭn ploiṭ: dos šṭuremdike lebn fun Uri Kownern, dem nihilisṭ / Von beiden Seiten Flüchtling: Das stürmische Leben von Uri Kovner, dem Nihilisten. 1955.
114. Elie Wiesel (1928–2016): … un die welṭ hoṭ gešwign / Und die Welt hat geschwiegen. 1956.
115. Shlomo Berlinski (1900–1953): Jeruše (dertzeilung)  / Erbe (Erzählung). 1956.
116. Joseph Tenenbaum (1887–1961): Tzwišn milḥome un šolem: jidn oif der šolem-konferentz noch der eršṭer welṭ-milḥome / Zwischen Krieg und Frieden. Juden an der Friedenskonferenz nach dem Ersten Weltkrieg. 1956.
117. Josef Okrutny (1906–1991): Sof kapiṭl: roman / Ende eines Kapitels. Roman. 1956.
118. Zygmunt Turkow (1896–1970): Ṭeaṭer-zichroines fun a šṭurmiṣer tzaiṭ; fragmenṭn fun main leben / Theatererinnerungen aus einer stürmischen Zeit: Fragmente aus meinem Leben. 1956.
119. Ber Isaac Rozen (1885–1957): Portretn / Portraits. 1956.
120. Abraham Tenenbaum-Arazi (1883–1970): Lodzš un ire jidn / Lodz und seine Juden. 1956.
121. Moshe Kahanovich (1909–?): Di milḥome fun di jidiše parṭizaner in Mizreḥ-Eirope / Der Kampf der jüdischen Partisanen in Osteuropa. 1956 (2 Bände).
122. Moshe Kahanovich (1909–?): Di milḥome fun di jidiše parṭizaner in Mizreḥ-Eirope / Der Kampf der jüdischen Partisanen in Osteuropa. 1956 (2. Band).
123. Abraham Zak (1891–1980): Knecht zenen mir gewen / Sklaven waren wir. 1956 (2 Bände).
124. Abraham Zak (1891–1980): Knecht zenen mir gewen / Sklaven waren wir. 1956 (2. Band).
125. Jacob Glatstein (1896–1971): Wen Jaš iz geforn / Als Jasch fuhr. 1957.
126. David Flinker (1900–1978): Naie tzaiṭn: roman fun amolikn jidišn lebn in Poiln  / Neue Zeiten: Roman vom ehemaligen jüdischen Leben in Polen. 1957 (2 Bände).
127. David Flinker (1900–1978): Naie tzaiṭn: roman fun amolikn jidišn lebn in Poiln  / Neue Zeiten: Roman vom ehemaligen jüdischen Leben in Polen. 1957 (2. Band).
128. Mosche Judl Scheljubski (1893–1974): In der welt arain: dertzeilungen / In der Welt. Erzählungen. 1957.
129. Issac I. Schwarzbart (1888–1961): Tzwišn beide welt-milḥāmōt / Zwischen beiden Weltkriegen: Erinnerungen vom jüdischen Leben in Krakau 1919–1939. 1958.
130. Léon Leneman (1909–1997) : Der chešbn blaibṭ ofn …: wegn di batziungen fun poljakn tzu jidn beis der Hiṭler-tkufe / Die Rechnung bleibt offen …: Zu den Beziehungen zwischen Polen und Juden bis zur Hitler-Zeit. 1958.
131. Šloime Frank (1902–1966): Ṭogbuch fun Lodzšer geṭo / Tagebuch aus dem Lodzer Ghetto. 1958.
132. Meilech Bakaltschuk-Felin (1896–1960): Zichroines fun a jidišn parṭizan / Erinnerungen eines jüdischen Partisanen. 1958.
133. Pinchas Welner (1893–1965): In jene teg / In jenen Tagen. 1958.
134. Elimelech Rak: Zichroines fun a jidišn hanṭwerk-ṭuer / Erinnerungen eines jüdischen Handwerkers. 1958.
135. Hirsz Abramowicz (1881–1960): Faršwundene geštaltn: zichroines un siluetn / Verschwundene Gestalten: Erinnerungen und Silhouetten. 1958.
136. B. Terkel (1909–1961): Tzwišn šakaln: shivah medore gan-ʻeden. / Unter Schakalen. 1959.
137. I. L. Wolman: Poiliše jidn: roman fun jidišn lebn in amolikn Poiln / Polnische Juden: Roman aus dem jüdischen Leben im ehemaligen Polen. 1959.
138. Nachman Shemen (1912–1993): Dos gezang fun chasiduth: di rol fun hasidizm in undzere doyres / Der Gesang des Chassidismus: Die Rolle des Chassidismus in unserer Zeit. 1959 (2 Bände).
139. Nachman Shemen (1912–1993): Dos gezang fun chasiduth: di rol fun hasidizm in undzere doyres / Der Gesang des Chassidismus: Die Rolle des Chassidismus in unserer Zeit. 1959 (2. Band).
140. Zvi Cahn (1885–1968): Šṭurmiše doires: hisṭorišer roman / Stürmische Zeiten: historischer Roman. 1959 (2 Bände).
141. Zvi Cahn (1885–1968): Šṭurmiše doires: hisṭorišer roman / Stürmische Zeiten: historischer Roman. 1959 (2. Band).
142. Jonas Turkow (1898–1988): Nokh der bafrayung: zikhroynes̀ / Nach der Befreiung: Memoiren. 1959.
143. Helena Szereszewska (1891–1978): Tzwišn tzeilem un mezuze / Zwischen dem Kreuz und der Mesusa. 1959 (autorisierte Übersetzung aus dem polnischen Manuskript von Diana Blumenfeld).
144. Pinchas Sztejnwaks (1905–1977): Jidiše mames tzum gedenken / Jüdischen Müttern zum Gedenken. 1959.
145. Wolf Mercur (1897–1972); Israel Lola; Saul Raskin: Die welt iz chelem / Die Welt ist ein Narrenhaus. 1960.
146. Reuben Ben-Shem (1900–1980): Poiln brent … / Polen brennt …. 1960.
147. Isaac Turkow-Grudberg (1906–1970): Penemer un maskes dertzeilungen un skitzn = Rostros y mascaras. / Gesichter und Masken. Erzählungen und Skizzen. 1960.
148. Shlomo Pryzament (1889–1973): Los Cantores de Brody (Broder Zyngier) / Die Kantoren von Brody. 1960.
149. David Lederman: Fun yener zayt forhang / Hinter dem Vorhang. 1952 (Über die Erfahrungen des Autors als Flüchtling in der Sowjetunion während des Holocausts).
150. Sheine Miriam Broderson (1903–1967): Main laidns-weg miṭ Moiše Broderzon: di milḥome hoṭ gedoierṭ far undz zibetzn jor … ; (zichroines) / Mein Leidensweg mit Moische Broderson. 1960.
151. Pola Apenszlak (?–1976); Diana Blumenfeld: Januš Korṭšak: biografišer roman / Janusz Korczak: biographischer Roman. 1961.
152. Shlomo Briansky: Mentšn fun Žšelechow / Menschen aus Żelechów. 1961.
153. Zygmunt Turkow (1896–1970): Di ibergerisene tkufe: fragmentn fun main leben / Die zerrissene Zeit: Fragmente aus meinem Leben. 1961.
154. David Dawidowicz; Meir Karžen: Šuln in Poiln / Synagogen in Polen. 1961 (2 Bände).
155. David Dawidowicz; Meir Karžen: Šuln in Poiln / Synagogen in Polen. 1961 (2. Band).
156. David Dawidowicz; Meir Karžen: Šuln in Poiln / Synagogen in Polen. 1961 (2 Bände). Abraham Sak; Ephim H. Jeshurin; A. Almi: A. Almi bukh: likhvoyd A. Almis ṿern a ben-shivim / A.-Almi-Buch: Zu Ehren des 70. Geburtstags von A. Almi. 1962.
157. Isaac Lewin (1906–1995): Jidn in altn Poiln / Juden im alten Polen. 1962.
158. Melech Ravitch; Odri Bergner: Dos maiśe-buch fun main leben: Fun di jorn 1893 biz 1908 / Das Märchenbuch meines Lebens: Die Jahre von 1893 bis 1908. 1962.
159. Israel Emiot (1909–1978): Fardekte špiglen: dertzeilungen un skitzen / Beschlagene Spiegel: Erzählungen und Skizzen. 1962.
160. Grigory Vinokur (1903–1983): Komisarn: roman / Kommissare: Roman. 1962 (2 Bände).
161. Grigory Vinokur (1903–1983): Komisarn: roman / Kommissare: Roman. 1962 (2. Band).
162. Isaiah Trunk (1905–1981): Geštaltn un gešeenišn / Gestalten und Geschehnisse. 1962.
163. Abraham Zak (1891–1980): In onheib fun a friling: kapiṭlech zichroines / Der Beginn eines Frühlings. 1962.
164. Shlomo Shapiro (1897–1959): Zichroines fun a Maran in der tkufe fun der Natzi-katastrofe / Erinnerungen eines Marranen aus der Zeit der Nazi-Katastrophe. 1963.
165. Bezalel Terkel (1909–1961): Di zun fargeit beim Amu-Darja / Die Sonne geht unter am Amudarja. 1963.
166. David Zakalik (1905–?): In šṭurem / Im Sturm. 1963.
167. Nachum Kantorowicz (1897–1977): Faršwundene jidiš jiššūbīm / Verschwundene jüdische Siedlungen.  1963.
168. Melech Ravitch (1893–1976); Odri Bergner: Dos maiśe-buch fun main lebn: Fun di jorn 1908 biz 1921 / Erzählbuch meines Lebens: Aus den Jahren 1908 bis 1921. 1964.
169. Kehos Kliger (1904–1985): Di šeine roiz (teg un necht fun a meidl) / Die schöne Rose: Tage und Nächte eines Mädchens. 1964.
170. Isaac Turkow-Grudberg (1906–1970): Oif mein weg / Auf meinem Weg. 1964.
171. Abraham Zak (1891–1980): Oif wegn fun goirl: dertzeilungen / Auf den Wegen des Schicksals. Erzählungen. 1964.
172. Nachman Blumenthal (1902–1983): Šmuesn wegn der jidišer literatur unter der deitšer okupatzie / Über die jiddische Literatur unter der deutschen Besatzung. 1966.